# Ytste Kjeholmen
Ytste Kjeholmen est une île dans le landskap Sunnhordland du comté de Vestland. Elle appartient administrativement à Øygarden.

## Géographie
Rocheuse et couverte d'une légère végétation en son centre, elle s'étend sur environ 167 m de longueur pour une largeur approximative de 122 m.